# Salinõmme
Salinõmme (Duits: Sallinömm) is een plaats in de Estlandse gemeente Hiiumaa, provincie Hiiumaa. De plaats heeft de status van dorp (Estisch: küla).
De plaats behoorde tot in oktober 2017 tot de gemeente Pühalepa. In die maand ging Pühalepa op in de fusiegemeente Hiiumaa.

## Bevolking
Het dorp had 29 inwoners op 31 december 2011 en 20 inwoners op 31 december 2021.

## Ligging
Salinõmme ligt aan de zuidkust van het eiland Hiiumaa op het schiereiland Salinõmme poolsaar. De oostkant van het schiereiland ligt aan de Baai van Soonlepa. Bij het dorp hoort een reeks onbewoonde eilandjes, waarvan Saarnaki laid, Hanikatsi laid, Kõverlaid en Ahelaid de grootste zijn. De eilandjes liggen, met een paar andere eilandjes in de buurt, in het natuurpark Hiiumaa laidude maastikukaitseala, dat in 1971 werd gesticht.
Salinõmme heeft een haven, die vooral door vissers wordt gebruikt.

## Geschiedenis
Salinõmme zelf was ook tot het eind van de 19e eeuw een eiland. Het werd een schiereiland doordat de zeestraat tussen Salinõmme en Hiiumaa dichtslibde. Het dorp stond bekend onder verschillende namen: Salmo by (1564), Sallomäeby, Salomä by of Salome by (1565), Salnim Holma (1609), Sallinaby (1688). De naam van het dorp kan afgeleid zijn van Saline, ‘zoutpan’. In de 16e eeuw werd hier zout gewonnen. Salinõmme was een ‘semi-landgoed’ (Duits: Beigut, Estisch: poolmõis), een landgoed dat deel uitmaakt van een groter landgoed, in dit geval Großenhof (Suuremõisa).
In de jaren twintig van de 20e eeuw stond Salinõmme bekend als nederzetting. Rond 1939 werd de plaats officieel een dorp.

## Foto's

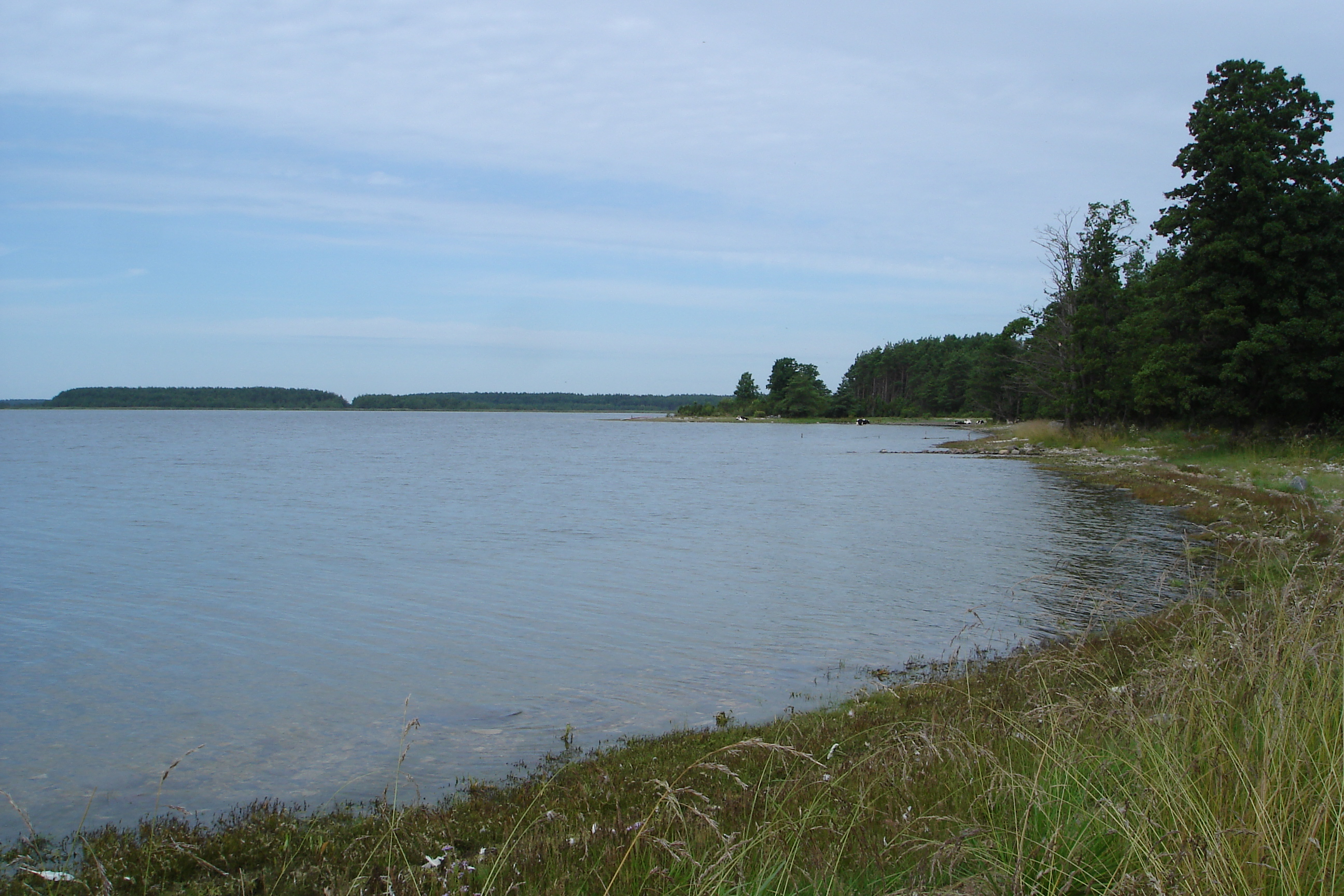
De kust bij Salinõmme
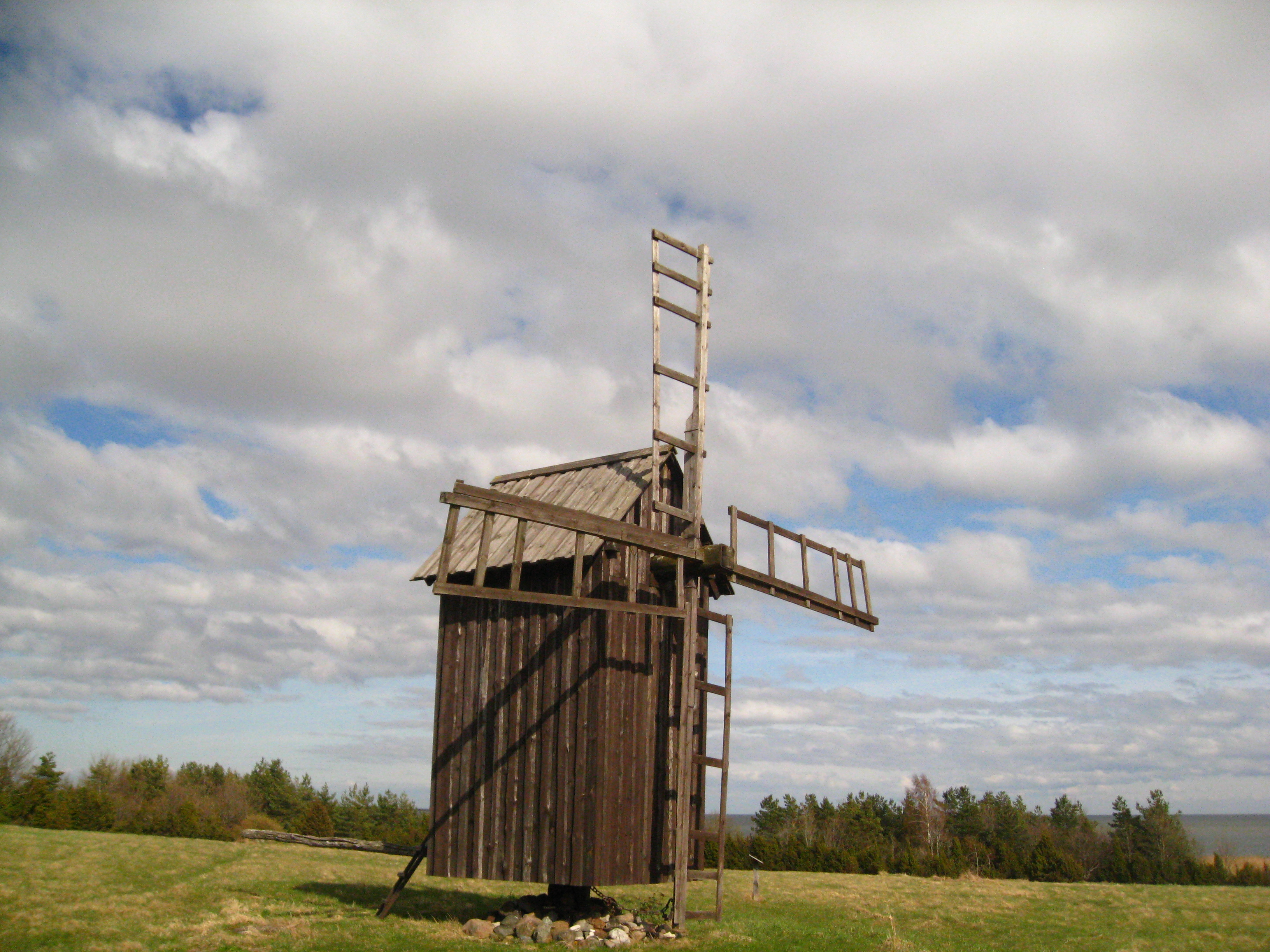
Windmolen op Saarnaki laid, dat tot in 1973 bewoond was
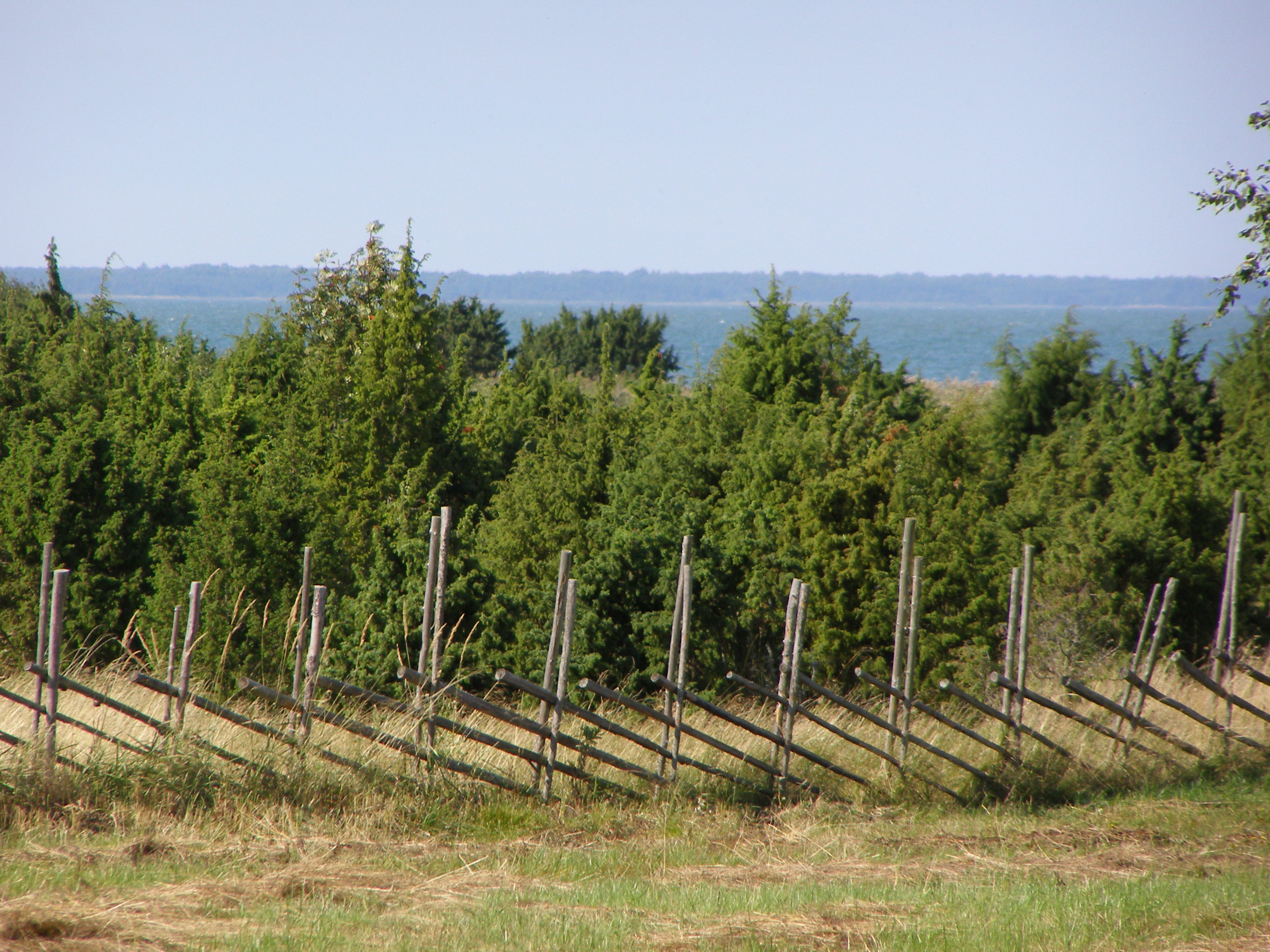
Afgebakende weide op Hanikatsi laid
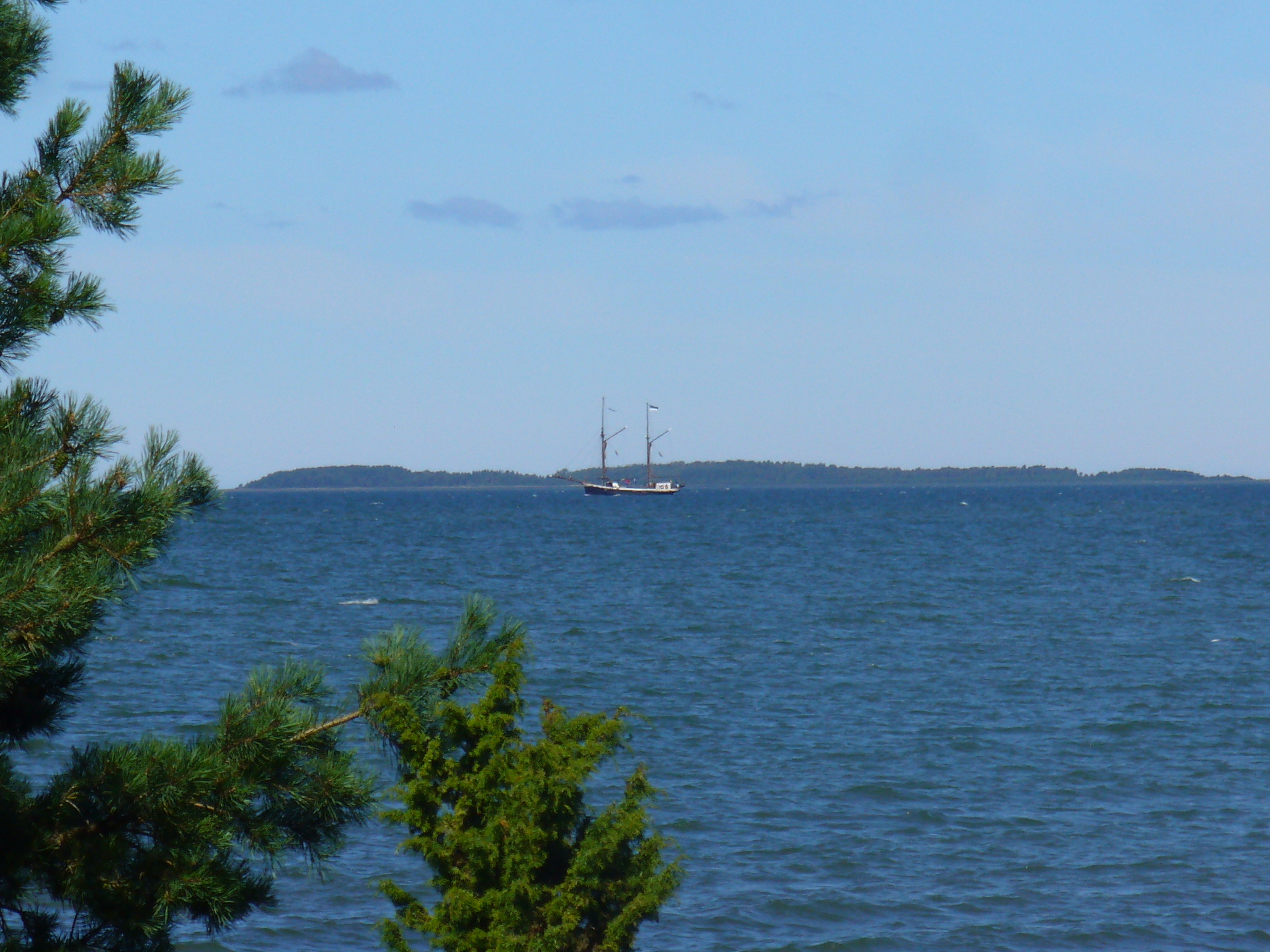
Gezicht op Kõverlaid vanaf Muhu
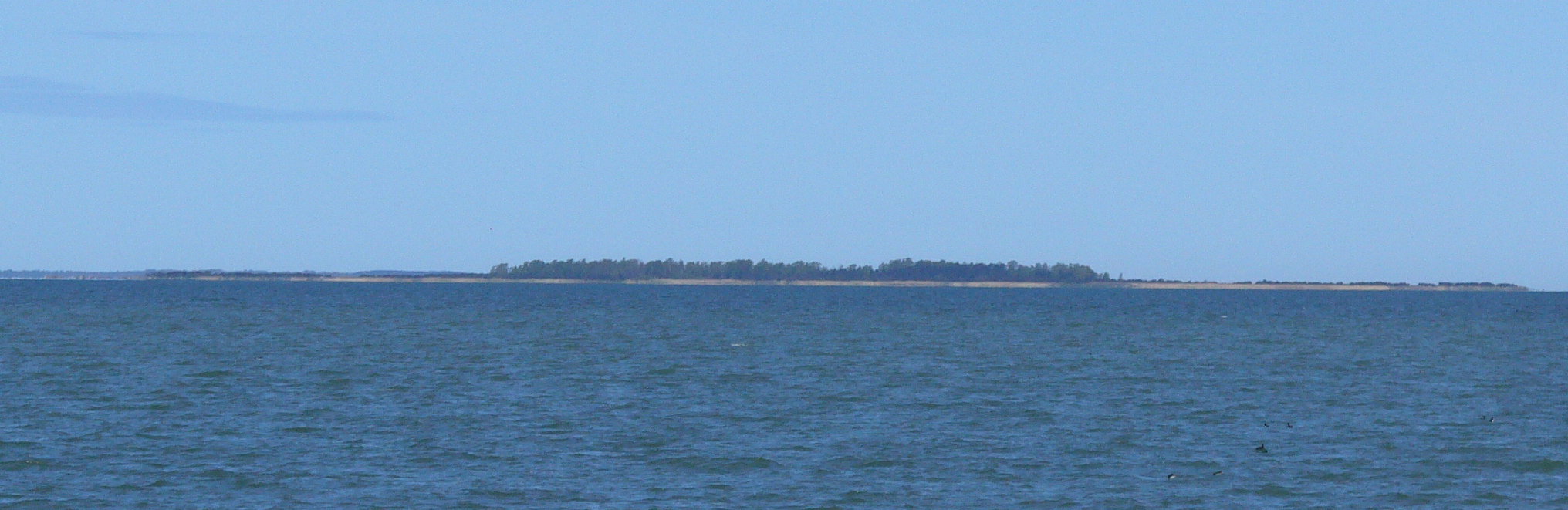
Ahelaid